# Justyna Sieniawska
Justyna Sieniawska (ur. 25 maja 1981 w Szczecinie) – polska aktorka.

## Życiorys
W dzieciństwie interesowała się sportem (pływaniem). Absolwentka wydziału aktorskiego Państwowej Wyższej Szkoły Teatralnej w Krakowie. Po ukończeniu studiów w szkole aktorskiej w Krakowie grała na małej scenie Teatru Starego, gdzie poznała Piotra Szczerskiego, który zaoferował jej pracę w Kielcach. Występuje w Teatrze im. Stefana Żeromskiego i jest najmłodszą aktorką w historii plebiscytu Dzikiej Róży. Na ekranie po raz pierwszy wystąpiła w serialu Szanse finanse.
Znana głównie z roli Edyty Dolniak w serialu Plebania.

## Filmografia
- 2005: Szanse finanse (odc. 1, 8)
- 2006: Kryminalni – jako alpinistka Alina (odc. 62)
- 2007: M jak miłość – jako kandydatka na nianię Ani Wojciechowskiej (odc. 495)
- 2007: Ekipa – jako dziewczyna Matajewicza (odc. 14)
- 2007: Dwie strony medalu – jako dziewczyna na plaży (odc. 76, 77)
- 2008: Wydział zabójstw – jako Justyna Ritter
- 2008: M jak miłość – jako aktorka (odc. 591)
- 2008: Karolcia – jako ekspedientka działu z kapeluszami
- 2008: Glina – jako Izabela Rakowska (odc. 19)
- 2010–2012: Plebania – jako Edyta Dolniak
- 2010: Ciacho – jako Anna, reporterka TV News 24
- 2011: Instynkt – jako Aneta Lato (odc. 8)
- 2012: Przyjaciółki – jako Sylwia (odc. 1)
- 2013: Barwy szczęścia – jako Marcelina Galban-Baranowska (odc. 1001, 1003)
- 2014: Na krawędzi 2 – jako dziennikarka (odc. 1)
- 2014: Dżej Dżej – jako „Carmen”
- 2015: Wkręceni 2 – jako spikerka
- 2015: Git – jako dziennikarka Monika Burzyńska
- 2016: Na dobre i na złe – jako Magda (odc. 631)
- 2016: Ranczo – jako prowadząca wiadomości (odc. 130)
- 2017: Komisarz Alex – jako prostytutka (odc. 117)
- 2017: Druga szansa – jako mama Wandzi
- 2019: Komisarz Alex - jako Aneta Wiktorowicz (odc. 145)
- od 2019: Na sygnale - jako doktor Beata Górska
- 2020: W rytmie serca - jako reporterka (odc. 66)
- 2020: Na dobre i na złe - jako doktor Beata Górska (odc. 767)
- 2020: Nieobecni - jako prowadząca galę „Szponów Sztuki” (odc. 1)